# Trofeo de Campeones de la Liga Profesional
O Trofeo de Campeones de la Liga Profesional (lit.  "Troféu dos Campeões da Liga Profissional") é uma competição oficial de um único jogo de futebol masculino entre clubes argentinos, organizada pela Liga Profesional de Fútbol Argentino (LPF), órgão filiado à Associação do Futebol Argentino (AFA). Até 2024, a partida era disputada entre os campeões da Primera División e da Copa de la Liga Profesional. A partir de 2025, será disputada entre os campeões do Torneo Apertura e Torneo Clausura da Primera División, após a extinção da Copa de la Liga Profesional.

## Lista de campeões
Legenda
- CLP: campeão da Copa de la Liga Profesional

- PD: campeão da Primera División

- PD²: vice-campeão da Primera División

- TA: campeão do Torneo Apertura

- TC: campeão do Torneo Clausura

| Ed. | Ano  | Campeão                | Placar       | Vice-campeão            | Estádio                 | Cidade              | Ref.                              |
| --- | ---- | ---------------------- | ------------ | ----------------------- | ----------------------- | ------------------- | --------------------------------- |
| 1   | 2020 | –                      | Não definido | –                       | Mario Alberto Kempes    | Córdova             |                                   |
| 2   | 2021 | River Plate (PD)       | 2–0          | Colón (CLP)             | Único Madre de Ciudades | Santiago del Estero | [ 4 ] [ 5 ] [ 6 ] [ 7 ] [ 8 ]     |
| 3   | 2022 | Racing (PD²)           | 2–1 (pro)    | Boca Juniors (PD & CLP) | Único de Villa Mercedes | Villa Mercedes      | [ 9 ] [ 10 ] [ 11 ] [ 12 ] [ 13 ] |
| 4   | 2023 | River Plate (PD)       | 2–0          | Rosário Central (CLP)   | Único Madre de Ciudades | Santiago del Estero |                                   |
| 5   | 2024 | Estudiantes (LP) (CLP) | 3–0          | Vélez Sarsfield (PD)    | Único Madre de Ciudades | Santiago del Estero |                                   |

## Títulos por clube
| Clube       | Títulos | Anos vencidos |
| ----------- | ------- | ------------- |
| River Plate | 2       | 2021, 2023    |
| Racing      | 1       | 2022          |
| Estudiantes | 1       | 2024          |